# Sonneville
Sonneville és un municipi francès situat al departament del Charente i a la regió de la Nova Aquitània. L'any 2007 tenia 209 habitants.

## Demografia

### Població
El 2007 la població de fet de Sonneville era de 209 persones. Hi havia 84 famílies de les quals 24 eren unipersonals (8 homes vivint sols i 16 dones vivint soles), 24 parelles sense fills, 24 parelles amb fills i 12 famílies monoparentals amb fills.
La població ha evolucionat segons el següent gràfic:
Habitants censats

### Habitatges
El 2007 hi havia 105 habitatges, 88 eren l'habitatge principal de la família, 6 eren segones residències i 11 estaven desocupats. 101 eren cases i 2 eren apartaments. Dels 88 habitatges principals, 74 estaven ocupats pels seus propietaris, 12 estaven llogats i ocupats pels llogaters i 2 estaven cedits a títol gratuït; 5 tenien dues cambres, 7 en tenien tres, 19 en tenien quatre i 57 en tenien cinc o més. 74 habitatges disposaven pel capbaix d'una plaça de pàrquing. A 39 habitatges hi havia un automòbil i a 39 n'hi havia dos o més.

### Piràmide de població
La piràmide de població per edats i sexe el 2009 era:
| Homes | Edats   | Dones |
| ----- | ------- | ----- |
| 0     | 95 o +  | 0     |
| 0     | 90 a 94 | 0     |
| 0     | 85 a 89 | 4     |
| 4     | 80 a 84 | 0     |
| 4     | 75 a 79 | 8     |
| 4     | 70 a 74 | 8     |
| 8     | 65 a 69 | 4     |
| 16    | 60 a 64 | 8     |
| 0     | 55 a 59 | 4     |
| 4     | 50 a 54 | 8     |
| 4     | 45 a 49 | 0     |
| 12    | 40 a 44 | 12    |
| 12    | 35 a 39 | 12    |
| 4     | 30 a 34 | 8     |
| 8     | 25 a 29 | 4     |
| 4     | 20 a 24 | 0     |
| 4     | 15 a 19 | 4     |
| 8     | 10 a 14 | 0     |
| 12    | 5 a 9   | 12    |
| 20    | 0 a 4   | 0     |

## Economia
El 2007 la població en edat de treballar era de 128 persones, 102 eren actives i 26 eren inactives. De les 102 persones actives 93 estaven ocupades (47 homes i 46 dones) i 9 estaven aturades (5 homes i 4 dones). De les 26 persones inactives 8 estaven jubilades, 14 estaven estudiant i 4 estaven classificades com a «altres inactius».

### Ingressos
El 2009 a Sonneville hi havia 87 unitats fiscals que integraven 200 persones, la mediana anual d'ingressos fiscals per persona era de 15.315 €.

### Activitats econòmiques
Dels 9 establiments que hi havia el 2007, 1 era d'una empresa de fabricació d'altres productes industrials, 2 d'empreses de construcció, 5 d'empreses de comerç i reparació d'automòbils i 1 d'una empresa de serveis.
Dels 2 establiments de servei als particulars que hi havia el 2009, 1 era un taller de reparació d'automòbils i de material agrícola i 1 lampisteria.
L'any 2000 a Sonneville hi havia 16 explotacions agrícoles que ocupaven un total de 871 hectàrees.

## Poblacions més properes
El següent diagrama mostra les poblacions més properes.